# Traum von Monte Carlo
Traum von Monte Carlo ist ein Gemälde von Max Beckmann, das dieser in der Zeit von 1939 bis 1943 anfertigte. Es zeigt verschiedene Personen im Casino Monte Carlo, von denen einige mit Karten spielen und andere diese Szenerie betrachten. Beckmann malte dieses Werk in Amsterdam, einer Station seines Exils, das er ab 1937 gewählt hatte. Das komplexe Bildprogramm zeigt im Vordergrund drei Frauen unterschiedlichen Alters in einer Dreieckskomposition, während im Mittelgrund drei Croupiers mit schwertähnlichen Gegenständen hantieren. Zwei vermummte Gestalten mit kugelförmigen, brennenden Objekten, offenbar Bomben, nähern sich von hinten der Szene. Das großformatige und allegorische Bild wird unterschiedlich gedeutet: als Darstellung der Vanitas mit Todessymbolen wie der schwarzen Herzkarte, als Darstellung menschlicher Triebe und Spielleidenschaft, oder als verschlüsselte zeitgeschichtliche Stellungnahme. In einzelnen Figuren werden Porträts realer Personen gesehen. Kunstexperten haben dabei Akteure ausgemacht, die führend am Kunstraub der Nationalsozialisten beteiligt waren. Das Gemälde befindet sich seit 1956 in der Staatsgalerie Stuttgart.

## Beschreibung und Gestaltung

### Vordergrund
Das Bild zeigt eine Szene in einem Casino. Im Vordergrund liegt eine Frau in einem dunkelrot bis rostbraunen Kleid in Seitenlage auf dem Spieltisch. Sie stützt sich auf ihren linken Arm und präsentiert ihren Körper samt ihren entblößten Brüsten dem Betrachter. Ihr rötlich schimmerndes Haar wirkt kurz, möglicherweise ist es auch zu einer Hochfrisur gestaltet. Das Kleid ist knapp geschnitten, es bedeckt die Oberschenkel nicht vollständig. Am Saum ist Weiß zu sehen, vielleicht ein Unterrock. Sie trägt hochhackige schwarze Schuhe. Ihr linkes Handgelenk wird von einem Armreif geschmückt, dessen Goldfarbe mit der Färbung einer Kreole an ihrem linken Ohr korrespondiert. Ihre Fingernägel sind rot lackiert. Ihr Gesicht ist im Profil dargestellt, sie blickt in Richtung des linken Bildrands. Dem Betrachter zeigt sie eine Spielkarte. Auf dieser ist ein umgedrehtes schwarzes Herz zu sehen. Ein roter Strich ist oben am spitzen Ende dieses Herzsymbols angesetzt.
Links an diesem Tisch sitzt eine zweite junge Frau. Ihre Schultern sind mit weißem Stoff bedeckt, der durch schwarze Parallellinien voluminös erscheint. Beide Brüste sind entblößt. Unterhalb des Busens ist ein eng anliegender, kreuzartig gemusterter schwarzer Stoff angedeutet. Ihr schwarzes Haar hat sie mit einer großen, rosafarbenen Haube bedeckt, die mit schwarzen Punkten verziert ist. Auch das Gesicht dieser Frau ist im Profil dargestellt, sie blickt in Richtung des rechten Bildrands. Mit beiden Händen, deren Fingernägel gleichfalls durch roten Nagellack betont sind, hält sie ihre Spielkarten verdeckt vor sich.
Rechts neben ihr ist ein kleiner Junge (oder eine Jungenfigur) mit Ponyfrisur zu sehen. Auf seiner linken Wange ist eine Träne angedeutet. Er hält ein Holzschwert, dessen Spitze nach oben weist, und sitzt dem Anschein nach auf dem Schoß einer Dame.
Diese Dame wirkt durch ihr schulterlanges Haar, in dem sich Schwarz, Grau und Weiß mischen, alt. Sie trägt ein dunkelblaues, langärmeliges Kleid, das mit weißem Kragen und weißen Manschetten verziert ist. Mit ihrem rechten Arm umschlingt sie den Jungen. In ihren Händen hält sie ihre Spielkarten verdeckt vor sich. Sie scheint sie mit resigniertem Blick zu betrachten.
In der Mitte des von der Frau in Rot dominierten vorderen Spieltisches brennt eine gelbe Stumpenkerze, als Untersatz dient ihr eine weiße Schale. Am unteren Bildrand, vor dem Bauch der Frau im roten Kleid, ist ein schwarzer Aschenbecher angedeutet.
Am linken Bildrand steht, teils verdeckt durch eine schräg stehende Säule, ein Mann mit ungewöhnlich kurzen Beinen – oder solchen, die von der Bodenstufe durchschnitten werden. Seine Augen sind geschlossen. Er hält eine lange, orangefarbene, brennende Kerze in seinen Händen. Gekleidet ist er mit weißem Hemd und Fliege, darüber trägt er eine blaue Saaluniform, die als solche mit orangefarbenen Aufschlägen und Epauletten kenntlich gemacht ist. Rechts neben ihm liegen – vielleicht auf einem Guéridon – zwei Zitronen.

### Mittelgrund
Vom Casinosaal sind zwei Ebenen zu sehen, unten links und rechts ist diese Zonierung durch einen weißen Absatz kenntlich gemacht. Das Geschehen auf der hinteren, leicht erhöhten Ebene bildet den Mittelgrund des Gemäldes.
Am Spieltisch oben stehen zwei Croupiers. Sie tragen Fliege, weißes Hemd, dazu einen blauen Smoking, jeweils mit Revers und  Aufschlägen in Rosarot. Der Spielbankangestellte links hat abstehende Ohren und eine Halbglatze. Sein Gesicht wirkt rundlich. Sein Kollege verfügt über volles, blondes, kurz geschnittenes Haar mit Scheitel links. Das Gesicht des Blonden wirkt schmaler, seine Nase ist lang. Beide Männer halten Holzschwerter, deren Spitzen nach oben weisen. Beide sind mit offenem Mund dargestellt. Nah vor den Croupiers liegen jeweils einige teils aufgedeckte Spielkarten, deren Symbole nicht zu erkennen sind, auf dem Grün des Spieltisches. Der blonde Spielbankmitarbeiter hält seine große linke Hand über die Karten vor ihm.
Während die beiden Croupiers ihre Blicke auf das Geschehen am Tisch vorn richten, haben sich ihnen von hinten zwei vermummte Gestalten genähert, die beide mit ihrem linken Arm und ihrer linken Hand ein kugelförmiges Objekt an ihre Brust drücken. Oben auf diesen Kugeln befindet sich ein Aufsatz, über diesen brennt ein Feuer. Der Vermummte rechts hat dem blonden Croupier eine Hand auf die linke Schulter gelegt. Der linke Vermummte weist mit seiner rechten Hand auf die Gruppe der Spielerinnen vorn, durch einen Schlitz einer Kapuze ist eine senkrechte Reihe spitzer Zähne zu sehen.
Am vorderen Ende des Spieltisches der oberen Ebene sitzt rechts unterhalb ein dritter Croupier, gekleidet wie die beiden anderen, auf dem Absatz. Er hat eine Glatze und trägt eine dickrandige Brille. In seinen Händen hält er kein Holzschwert, sondern ein Rateau. Auch er konzentriert sich auf das Geschehen am Tisch vorn.

### Hintergrund
Im Bildhintergrund ist ein profilierter goldener Rahmen zu erkennen, der zu einem Portal, Bild, Spiegel oder Fenster gehört, ferner Säulen und Palmenblätter. Die Rückwand des Casinosaals ist grau gehalten, unterbrochen von roten Vertikalbahnen, die mit geschwungenen, horizontalen beziehungsweise leicht diagonal verlaufenden schwarzen Strichen und Ovalen ornamentiert sind.

### Bildnerische Mittel
Beckmann variierte die Linienstärke von haarfeinen Strichen bis zu breiten Streifen. Die Linien schwellen an und ab, sie können brüchig sein und ausfasern – der Übergang von schmal zu breit erfolgt oft abrupt. Teilweise weiten sich Linien zu dunklen Flächen, sie werden Silhouetten. Der Linienverlauf nimmt unterschiedliche Formen an: Kreisbögen, Ovale, stumpfe, rechte und spitze Winkel.
Der Künstler verwendete für das Gemälde hauptsächlich Primär- und Sekundärfarben des sechsteiligen Farbkreises. Rot und Gelb erscheinen in großer Intensität (Beispiele: purpurrote Tapeten, Kerzenflammen), während Blau getrübt auftritt. Rot ist am vielfältigsten differenziert: von Zartrosa in den Säulen bis zu Rostbraun im Kleid der Liegenden. Beckmann setzte Farbkontraste gezielt ein, besonders den Rot-Grün-Gegensatz. Das Bild arbeitet außerdem mit starken Kontrastierungen von Schwarz und Weiß. Dazwischen vermitteln abgestufte Helligkeitswerte, die stets farbige Nuancen aufweisen.

### Kompositionsaspekte
Die alte Frau ist im Mittelpunkt des Bildes angesiedelt. Die waagerechte Mittelachse führt durch ihren Oberkörper und ihre Hände; die senkrechte Mittelachse tangiert ihr Haar, vom Betrachter aus gesehen, links. Diese senkrechte Mittelachse führt auch durch den Jungen respektive die Jungenfigur hindurch und erreicht am unteren Bildrand die Spielkarte mit dem auf dem Kopf stehenden schwarzen Herz, die dem Betrachter gezeigt beziehungsweise ausgespielt wird.
In einer Dreieckskomposition sind die drei spielenden Frauen zusammengefasst und zugleich von den anderen Personen im Raum abgegrenzt. Dieses Dreieck ist hier im Unterschied zu früheren Kunststilen kein Ausweis von Harmonie, sondern markiert „das Gefängnis der Spielleidenschaft“ – so Eberhard Brügel. Die Symmetrie dieses Dreiecks im Vordergrund wirkt auch auf die Positionen der beiden Croupiers im Mittelgrund mitsamt der beiden Vermummten.
Der Spielsaal vermittelt Raumtiefe durch die Bodenstufe, die die Spielerinnen vom Mittelgrund abgrenzt. Beckmann verwendete überdies Schlagschatten und Überschneidungen zur Erzeugung einer Raumillusion. Gleichzeitig unterlief Beckmann einen einheitlichen Raumeindruck: Er verzichtete auf eine monoperspektivische Konstruktion (→Perspektive in der Kunst), die hinteren Tischplatten beziehen sich auf andere Blickpunkte, Schlagschatten fehlen teilweise oder widersprechen der physikalischen Erwartbarkeit. Die Standorte der Figuren bleiben insofern unklar und widersprüchlich. Der Künstler gestaltete in seinem Gemälde insbesondere manche Körperteile plastisch und räumlich durch Einsatz von Licht- und Schatteneffekten, wenngleich mehrere sichtbare und gedachte Lichtquellen einer einheitlichen Wirkung entgegenstehen. Wiederum andere Bereiche malte er ganz flächig, ohne Tiefe. Dieser Wechsel zwischen Dreidimensionalität und Zweidimensionalität kann beim Betrachter das Bewusstsein schärfen, auf eine bemalte Fläche zu blicken, nicht auf eine reale Szenerie in einem Raum. Auf diese Weise verhinderte Beckmann, dass die Illusion vollkommen wirkt und lenkte die Aufmerksamkeit auf das Bild als eigenständiges Kunstwerk. Zwischen Raumillusionen und Malerei als Flächengestaltung entsteht so eine Spannung.

### Signatur
Der Künstler hat sein Werk unten rechts signiert (Beckmann A 43).

## Kontexte

### Hoffnungen, Exklusion und Denunziation
Obgleich Beckmann wünschte, nicht zur Zielscheibe der nationalsozialistischen Kunstpolitik zu werden, drängten die Nationalsozialisten ihn nach der Machtübernahme aus Amt und Würden: Sie sorgten Mitte April 1933 für seine Entlassung aus der Frankfurter Städelschule, er sei ein „Judenknecht“. Beckmann hoffte, mittlerweile nach Berlin umgezogen, einige Jahre auf bessere Zeiten. Ganz ohne Aussicht schien das nicht, denn immerhin erhielt er 1936 eine Einladung in den Salon von Außenminister Ribbentropp. Auch in einigen Ausstellungen waren Werke von ihm zu sehen, ohne dass sie denunziert worden wären, so 1935 in der Neuen Pinakothek und 1936 im Hamburger Kunstverein sowie 1936 beim Sammler Hildebrand Gurlitt. Dennoch waren Werke aus seiner Hand Teil von Schmähausstellungen. Zudem wurden in der NS-Zeit 590 seiner Werke aus öffentlichen Sammlungen entfernt. Zwölf seiner Grafiken und zehn seiner Gemälde integrierten die Nationalsozialisten 1937 in ihre Ausstellung Entartete Kunst. Am 19. Juli 1937, einen Tag nach Hitlers im Radio übertragener Ansprache zur Eröffnung der Großen Deutschen Kunstausstellung, gingen Max Beckmann und seine Frau Quappi (eigentlich: Mathilde) ins Exil nach Amsterdam.

### Lebensumstände im Amsterdamer Exil
Ursprünglich waren die Niederlande nur als Durchgangsstation auf dem Weg in die Vereinigten Staaten gedacht, das Ehepaar Beckmann blieb jedoch bis 1947. Spätestens der Beginn des Zweiten Weltkriegs hatte die erhoffte Weiterreise unmöglich gemacht. Die Eheleute nahmen zunächst für zirka zwei Monate Quartier in einer Pension im Süden der Stadt (Beethovenstraat 89), bevor sie in ein Giebelhaus der Altstadt mit der Anschrift Rokin 85, das als Tabakspeicher gedient hatte, umzogen. Über Hans Jaffé hatte das Paar seine neue Bleibe gefunden. Hier richteten Quappi und Max Beckmann im ersten und zweiten Stockwerk (letzterer unter dem Dach) Wohnung und Atelier ein.
Die zehn Jahre zwischen 1937 und 1947 gelten als schwierige, aber sehr produktive Zeit im Leben von Max Beckmann. Er schuf neue Werke und gestaltete weitere, die schon fertig schienen, um und gab ihnen neue Wendungen. Rund ein Drittel seines Gesamtwerks, davon etwa 280 Gemälde, entstanden in dieser Periode. Für sie fand sich in den Niederlanden kein Publikum, nur äußerst selten wurden Einzelwerke ausgestellt. Trotz und wegen der Bedrängungen durch mögliche Bespitzelungen, durch Musterungen zum Dienst in der Wehrmacht, durch eine potenzielle Beschlagnahme oder Vernichtung seiner Werke, durch den drohenden Verlust seiner künstlerischen Existenz, durch die Gefahren von Terror, Gewalt und Krieg sowie durch seine zunehmenden Herzprobleme gilt sein Schaffen als ein Aufbäumen gegen diese düsteren Perspektiven.
In London fand im Juli 1938 die Ausstellung Twentieth Century German Art in den New Burlington Galleries statt, ein Gegenentwurf zur nationalsozialistischen Diffamierung moderner Kunst. Alle führenden deutschen Vertreter der in Deutschland verfemten modernen Kunst waren vertreten, auch Max Beckmann mit mehreren Werken. Er hielt am 21. Juli 1938 in den Galerien seinen Vortrag „Meine Theorie der Malerei“, der wohlwollend aufgenommen wurde. Die Presse berichtete freundlich über die Kunstschau, Verkäufe blieben jedoch selten.
Ein kleines Netz von Freunden, Sammlern und Galeristen half, die materielle Grundlage des Exildaseins zu sichern. Der deutschstämmige Schriftsteller und Kunstsammler Stephan Lackner unterstützte Beckmann nicht nur moralisch, sondern auch durch den Ankauf von Werken: Bis zum Beginn der deutschen Besatzung der Niederlande nahm er monatlich zwei Bilder ab. Das sorgte für eine gewisse finanzielle Sicherheit der Beckmanns. Der 1937 in die USA emigrierte Kunsthändler Curt Valentin organisierte dort Anfang 1938 die erste Beckmann-Ausstellung überhaupt – ein Achtungs-, jedoch kein finanzieller Erfolg. 1942 erwarb er Beckmanns Triptychon Abfahrt. Dem verfemten Beckmann gelangen zudem einige Verkäufe nach Deutschland. Peter Beckmann, sein Sohn aus erster Ehe, half dabei, Günther Franke veräußerte sie im Reich an heimliche Anhänger. Auch über Karl Buchholz gelangten Werke des Künstlers an Interessierte. Beckmanns langjährige Unterstützerin Lilly von Schnitzler hielt in Beckmanns Amsterdamer Zeit zu ihm. Auf ihre Einladung hin verbrachten beide zu Pfingsten 1939 ein paar Tage im italienischen Thermalbadeort Abano Terme. Außerdem erwarb auch sie Bilder Beckmanns. Ernst Holzinger, seit 1938 Städel-Direktor, besuchte Beckmann im April 1941. Er übermittelte einen Auftrag des Frankfurter Schriftgießerei-Unternehmers Georg Hartmann zur Illustration der Johannes-Offenbarung. Der Unternehmer orderte im Anschluss auch Federzeichnungen zu Faust II. Mit Helmuth Lütjens, der seit 1923 die Amsterdamer Niederlassung der Kunsthandlung Paul Cassirer leitete, befreundete sich Max Beckmann 1940. Lütjens sollte der wichtigste Helfer in den Kriegsjahren werden. Beckmann befürchtete den Entzug oder die Vernichtung seiner Kunstwerke, Lütjens half dabei, einen Großteil ab Februar 1943 in einer Hinterkammer der von ihm geleiteten Kunsthandlung in der Keizersgracht 109 zu verstecken.
Zu jenen, die zu Beckmanns Existenzsicherung beitrugen, zählte auch der Kunsthistoriker Erhard Göpel. Er war eine der Schlüsselpersonen beim groß angelegten NS-Kunstraub in Frankreich und den Niederlanden, der vor allem dem Aufbau des Führermuseums in Linz dienen sollte. Ein amerikanischer Untersuchungsbericht klassifizierte ihn nach dem Krieg als zentralen Protagonisten einer verbrecherischen Organisation. „Der pyknische Händler“ bezeichnete sein Tun als „große Bilderjagd“, dabei sei es ihm „mehrfach“ gelungen, „die Preise erheblich zu drücken“, wie er mit Stolz hervorhob. Zwangslagen jüdischer Kunsthändler und Sammler nutzte er aus. Zugleich sorgte er dafür, dass jüdische Kunstsachverständige in den Niederlanden nicht den Judenstern tragen mussten und so möglicherweise auch nicht deportiert wurden, von 90 Menschen ist die Rede. Göpel war ein von Beckmann geschätzter Gesprächspartner, er schützte ihn auch vor Einberufungen und kaufte mehrere Werke des Künstlers. Zudem vermittelte er einige Kunden.
Hinzu kam ein Kreis von Bekannten und Freunden. Zu diesem zählten zum Beispiel Wolfgang Frommel, Friedrich Vordemberge-Gildewart, der Widerstandskämpfer Johan Limpers, Gisèle van Waterschoot van der Gracht, Helmuth Plessner und Rudolf Heilbrunn. Die Gespräche mit ihnen vermittelten Beckmann „ein Stück Heimat“.

### Werkentwicklung
Auch in Amsterdam schuf Beckmann Stillleben, Porträts, Figuren- und Landschaftsbilder. In der niederländischen Metropole entstanden außerdem fünf seiner neun symbolgeladenen Triptychen. Sein Schaffen weist in den Exiljahren charakteristische Merkmale auf, die sowohl Kontinuitäten zu seinem früheren Werk als auch Veränderungen erkennen lassen.
Seine Maltechnik blieb in den Grundzügen konstant: Er legte seine Bilder zunächst mit Kohlestrichen an, die er aus dem vollen Schwung des Armes direkt auf die Leinwand zeichnete und im Verlauf des Malprozesses durch Konturen aus Ölfarbe ersetzte. Dieses Verfahren erzeugte Kontinuität und Diskontinuität in einem: Das dichte Schwarz um die Figuren verband die einzelnen Bildelemente miteinander, isolierte aber auch viele Bildflächen, über deren Farbe und Erscheinungsweise dann einzeln entschieden werden konnte – was den für Beckmanns Spätwerk typischen Glasfenster-Effekt erzeugte. Es ergab sich regelmäßig ein Widerstreit „zwischen leuchtender, beinahe pastellener Farbigkeit und dichtem Schwarz, zwischen ornamentaler Flächigkeit und stellenweise fast greifbarer Plastizität“.
Die Spannung zwischen Fortdauer und Zuspitzung zeigte sich ebenfalls in seiner philosophischen Grundhaltung. Trotz der äußeren Veränderungen blieb der Künstler seinen existenzialistischen Anschauungen treu. Er wollte sich von Oberflächen nicht blenden lassen, sondern hinter diese Erscheinungen blicken. Metaphysische Fragen behielten ihre zentrale Stellung, auch in seiner künstlerischen Arbeit: Beckmann, „auf seine Art religiös“, wollte wissen, ob es Leben nach dem Tod gibt und ob Reinkarnationen möglich sind. Er fragte sich, ob Götter und Dämonen mit den Schicksalen der Menschen spielen. Und er suchte nach Wegen zum Selbst. Beckmann, der Pessimist, sah in seiner Kunst die Möglichkeit, erfolgreich nach Erkenntnis, nach höheren Bewusstseinsebenen zu streben und so die realen Gefahren, Schrecken und Verführungen zu überwinden. In Beckmanns Worten: „Gestalten ist Erlösung.“
Nach dem Einmarsch der Wehrmacht in die Niederlande (Mai 1940) spitzte sich die Lage zu. Als Reaktion darauf vernichtete Beckmann seine bisherigen Tagebücher, die er seit 1925 geführt hatte, und die seiner Frau. Seit September 1940 führte er nur noch vorsichtige, verschlüsselte Aufzeichnungen. Diese tiefe Verunsicherung führte an vielen Stellen zu einer Verschärfung seiner künstlerischen Aussage bei gleichzeitiger Verschleierung der politischen Inhalte. Vieles blieb für Dritte so ein schwer zu interpretierendes Rätsel.

## Datierung, Dechiffrierungen und Deutungen

### Entstehung

#### Vorarbeiten, Durchführung, Abschluss
Max Beckmann besuchte im April 1939 Cap Martin an der französischen Mittelmeerküste. Während dieses Aufenthaltes fand er sich im Casino Monte Carlo ein. Trotz entsprechender Verbote fertigte er auf acht Blättern Papier eines Hotels heimlich Bleistiftzeichnungen mit Einzelstudien zu verschiedenen Personen an, jeweils auf der Vorder- und Rückseite der Blätter. Neben einem Croupier waren es überwiegend Gäste, die er auf diese Weise festhielt. Fast ausnahmslos sind es Köpfe und „Typen“.
Die Arbeit am Gemälde begann im Herbst 1939. Aus Tagebuchnotizen Beckmanns ist zu entnehmen, dass ihm die Arbeit nicht leichtgefallen zu sein scheint. Am 28. März 1943 hielt er fest: „Beendige heute den ‚Traum von Monte Carlo‘. […] Hätte das nicht geglaubt.“

#### Alternative
Die Kunsthistorikerin Dagmar Walden-Awodu arbeitete in ihre Dissertation heraus, dass der Künstler um 1940 herum daran gedacht habe, das Werk als Triptychon anzulegen. Sie stützt ihre Überlegungen auf eine Kompositionsskizze, die von einem entsprechenden „linken Flügel“ von Dream of Monte Carlo spricht. Eine zweite Kompositionsskizze (mit der Notiz „nicht das Meer vergessen“) zum Mittelbild eines Triptychons enthält zudem Elemente, die im 1943 abgeschlossenen Werk wiedererkennbar sind. Beide Skizzen werden in der National Gallery of Art (Washington, D.C.) verwahrt. Beckmann hat diese Alternativkonzeption nicht ausgeführt, Teile seiner Ideen scheinen jedoch das Triptychon Schauspieler beeinflusst zu haben, so Walden-Awodu.

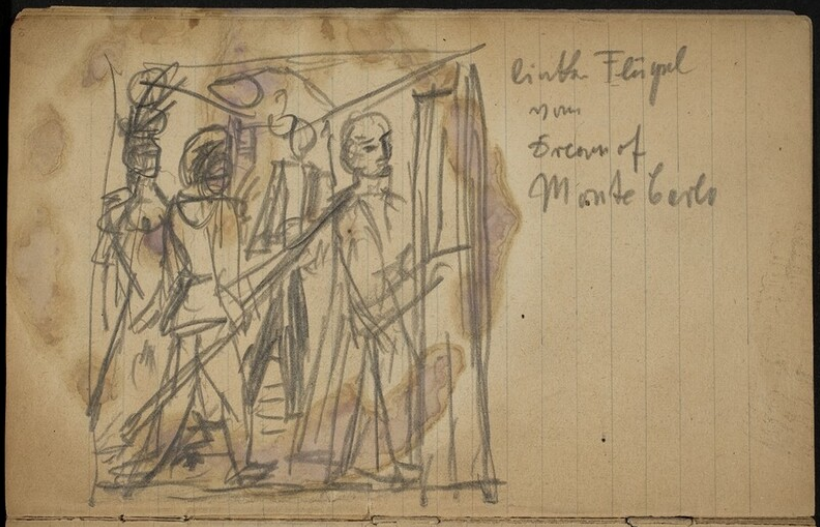
„Linker Flügel“ zum Dream of Monte Carlo (Beckmann, um 1940)
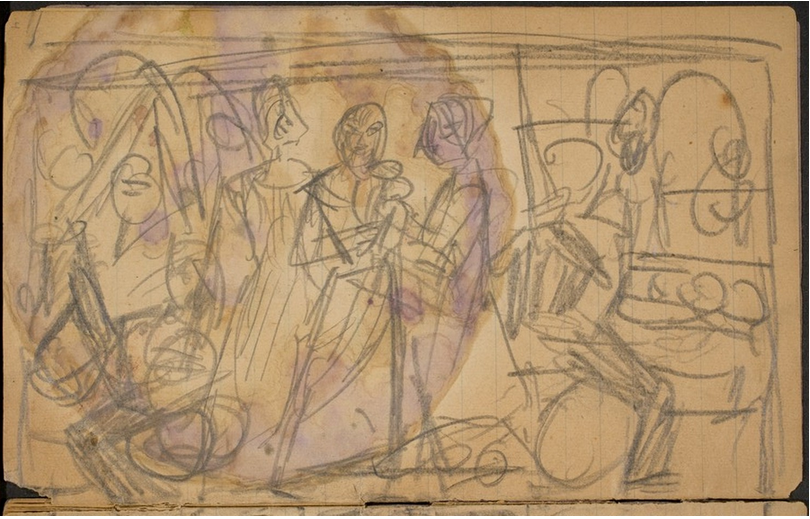
„nicht das Meer vergessen“ (Beckmann, um 1940)

### Identifikation von Personen

#### Frauen
Die auf dem Spieltisch vorn liegende Frau wird in der Literatur als Darstellung von Hildegard Melms, genannt „Naïla“, gedeutet. Sie war eine frühere Geliebte Beckmanns und eine seiner Musen, die er mehrfach, unter anderem 1923, porträtiert hatte. Die Ähnlichkeit sei, so der Kunsthistoriker Dietrich Schubert, im Traum von Monte Carlo „freilich etwas überspitzt bzw. karikiert, gleichsam zur mondänen Barlöwin verändert.“

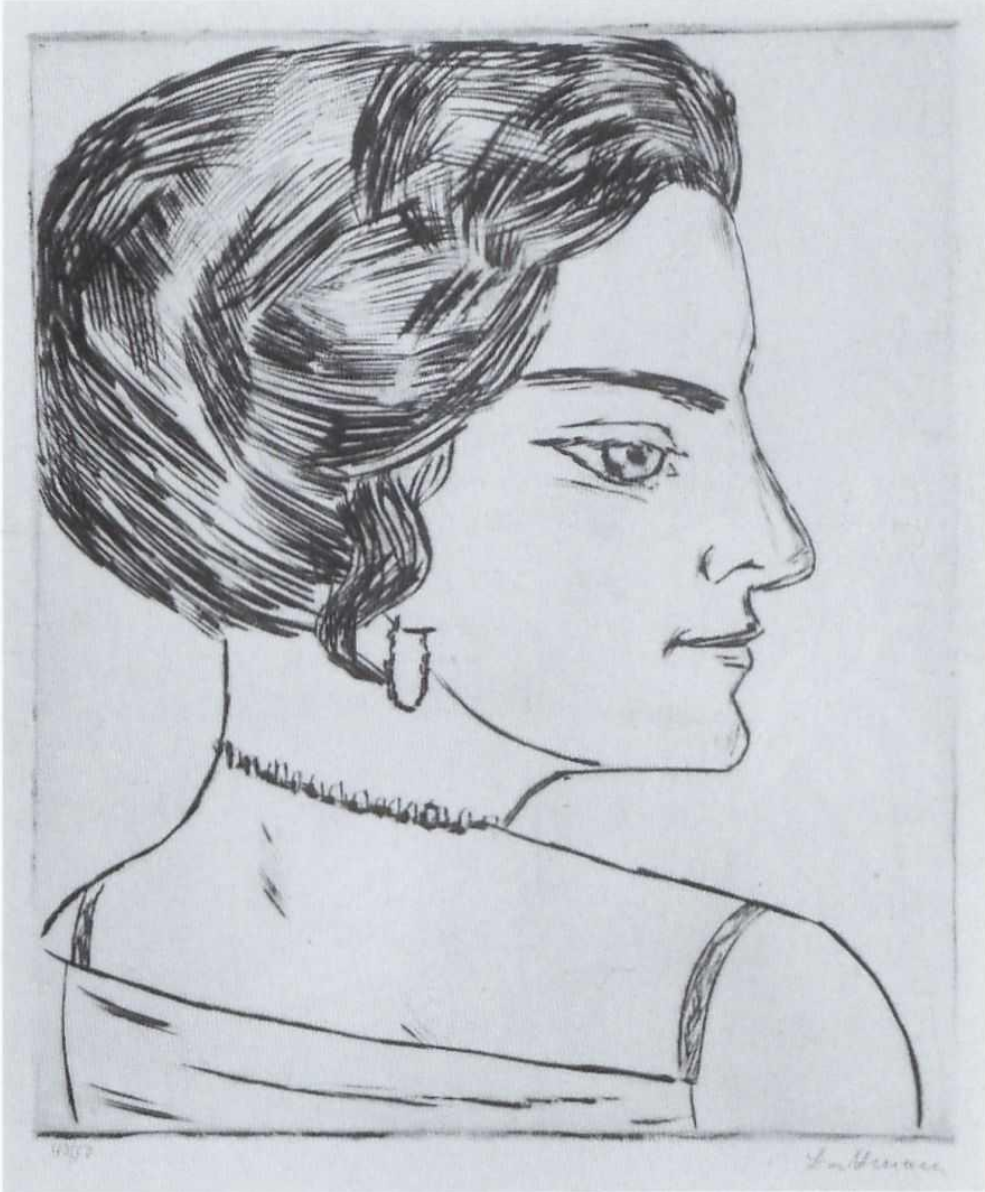
Naïla (Radierung von 1923)
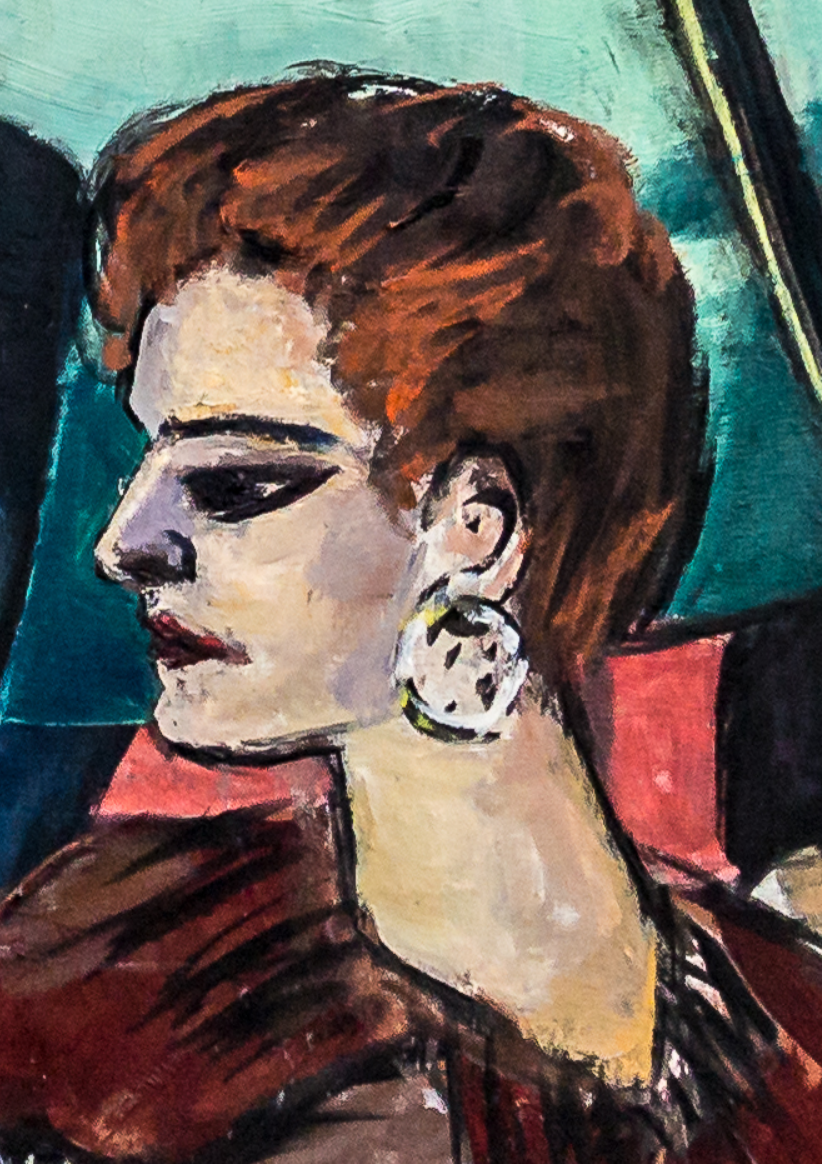
Kopf der Frau in Rot (Bildausschnitt)

Beckmanns Biograf Stephan Reimertz erblickt in der alten Frau Béatrice Ephrussi de Rothschild. Von dieser Zentralfigur des Bildes ginge eine „gewisse Einsamkeit“ aus, man sei geneigt zu vermuten, sie sei noch einmal aus ihrer Villa in Cap Ferrat herübergekommen, „um ein Vermögen zu verspielen“. Sie war eine häufige Casino-Besucherin. Der Kunsthistoriker Christian Lenz nennt hingegen Ida Concordia Minna Tube, die Schwiegermutter Beckmanns aus dessen erster Ehe mit Minna Tube. Beckmann schätzte „ihr großzügiges Denken und ihre Menschlichkeit“, für ihn war sie überdies wie eine Seherin, eine, die die Wirklichkeit durchschaut.

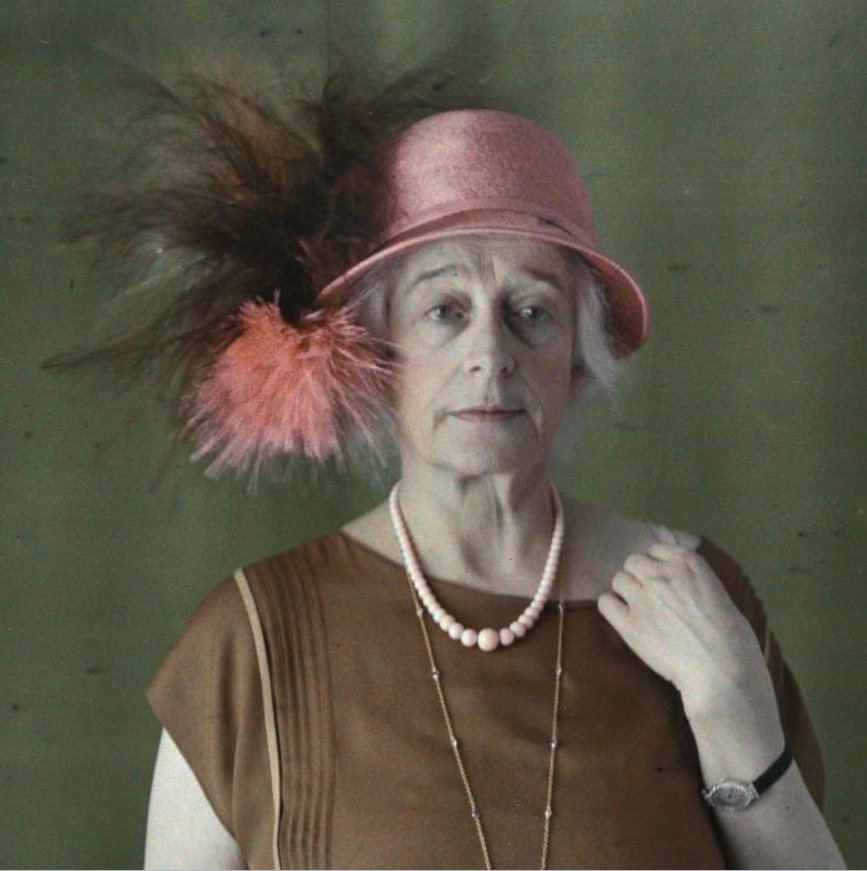
Béatrice Ephrussi de Rothschild (Aufnahme von 1923)
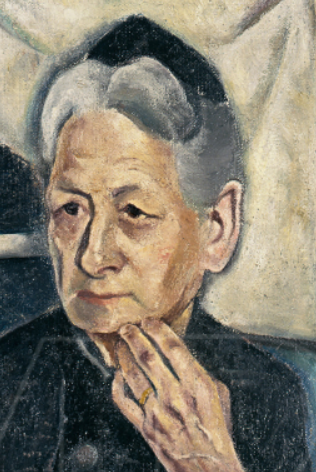
Ida Concordia Minna Tube (Beckmann 1919)
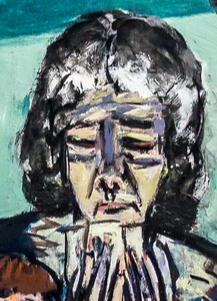
Kopf der alten Dame im Zentrum (Bildausschnitt)

#### Bedienstete
Die Kunsthistorikerin Susanne Kienlechner und ihr Kollege Jonathan Petropoulos vermuten im Croupier links Erhard Göpel. Das ambivalente Wirken Göpels war Beckmann bewusst. Er hielt dem Kunsteinkäufer den Spiegel vor: Göpel habe wie Faust einen Pakt mit dem Teufel geschlossen. Nach Beckmanns Tod avancierte Göpel zum wichtigsten Experten für Beckmanns Kunst und erarbeitete gemeinsam mit seiner Frau Barbara das Werkverzeichnis, bei der sie allerdings die Hauptlast auf sich nahm.

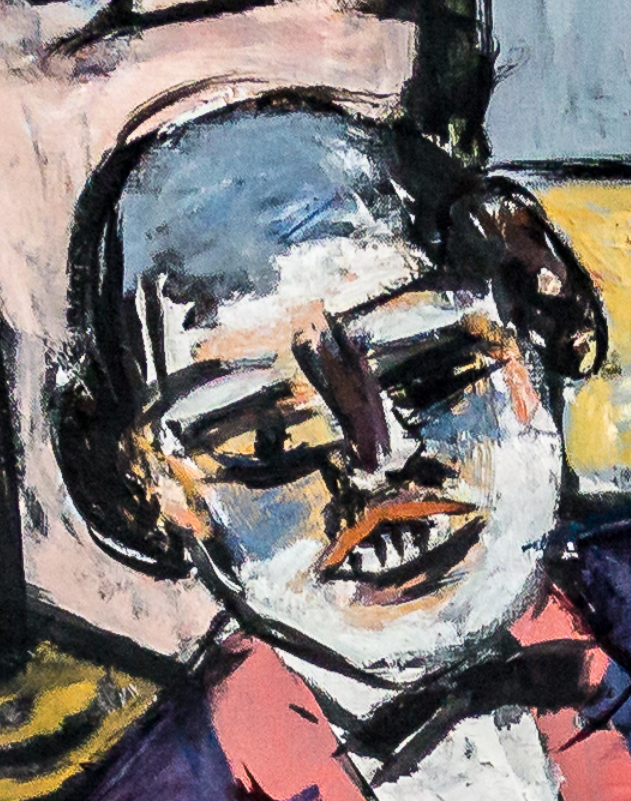
Kopf des linken Croupiers (Bildausschnitt)
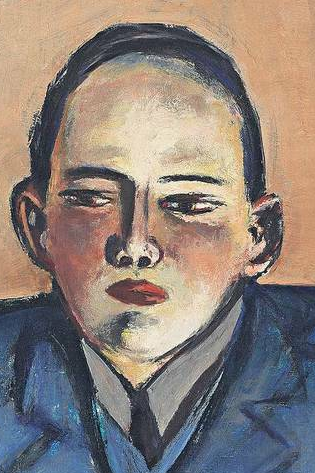
Erhard Göpel (Beckmann 1944)

Im rechten Croupier vermuten Kienlechner und Petropoulos Bruno Lohse. Lohse war Kunsthistoriker und als führender Kopf im Einsatzstab Reichsleiter Rosenberg maßgeblich am nationalsozialistischen Kunstraub in Frankreich beteiligt. Die roten Flecken an seinen Händen deutet Kienlechner als Zeichen eines blutigen Handwerks. Max Beckmann kannte Bruno Lohse wohl nicht persönlich, doch aufgrund der engen Beziehungen von Quappis Mutter Frieda von Kaulbach-Schytte zur Kunsthändlerin Maria Almas-Dietrich, die mit Lohse kooperierte und Hitler nahestand, ist es nach Kienlechner wenig wahrscheinlich, dass ihm Lohse völlig unbekannt war.

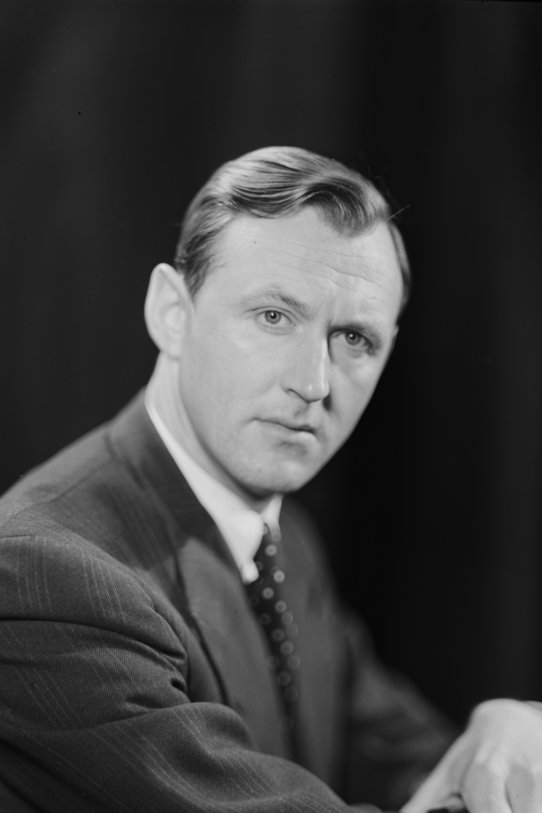
Kunsträuber Bruno Lohse (Foto aus den 1940er Jahren)
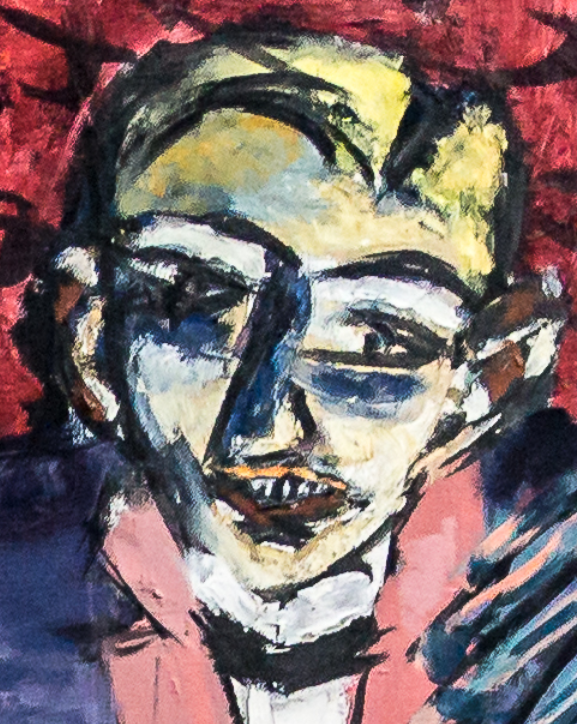
Kopf des rechten Croupiers (Bildausschnitt)

Beim kauernden Croupier handelt es sich nach Einschätzung der Filmemacher Hugo Macgregor und Claire Guillon um Pierre Bonny. Bonny war Polizist, Mitarbeiter der französischen Gestapo („Carlingue“), ein Folterknecht und Helfer Lohses, vor allem bei der Beschlagnahme der Sammlung Schloss.

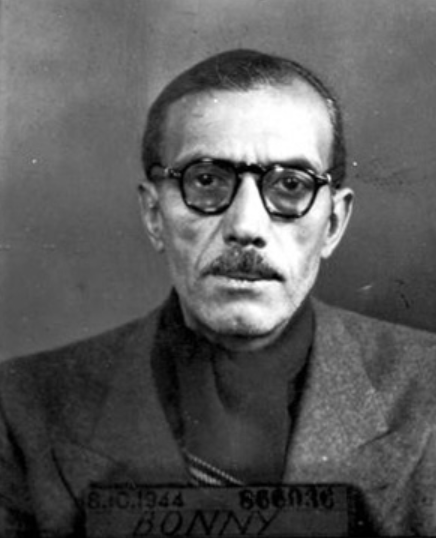
Pierre Bonny Polizist und Räuber (Foto von 1944)
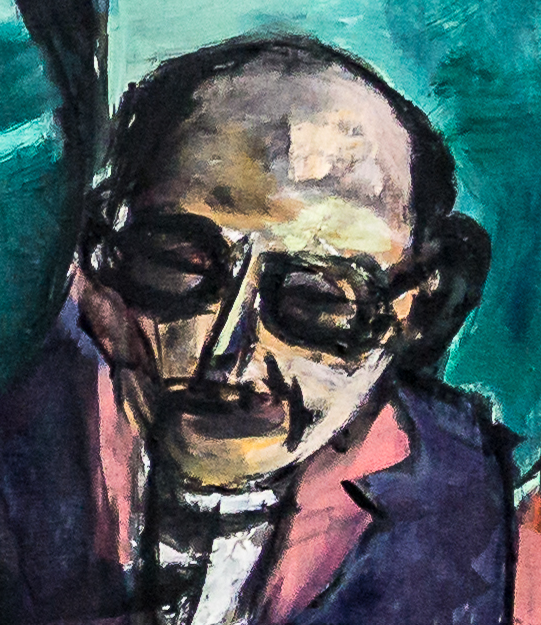
Kopf des kauernden Croupiers (Bildausschnitt)

Der Mann mit der brennenden Kerze am linken Bildrand wird übereinstimmend als Rudolf von Simolin entschlüsselt. Er war Unternehmer, Kunstsammler, Literaturliebhaber und „Genussmensch“, der Beckmann in den 1920er und 1930er Jahren förderte. Er besaß etwa 15 Werke Beckmanns – neben solchen von Cezanne, van Gogh, Munch, Delacroix, Hodler, Liebermann und anderen. Beckmann war vor dem Exil mehrfach Gast in Schloss Seeseiten am Starnberger See, das von Simolin 1922 zu seinem Wohnsitz erkoren hatte. Der von Kinderlähmung betroffene Mäzen stand dem Nationalsozialismus skeptisch gegenüber.

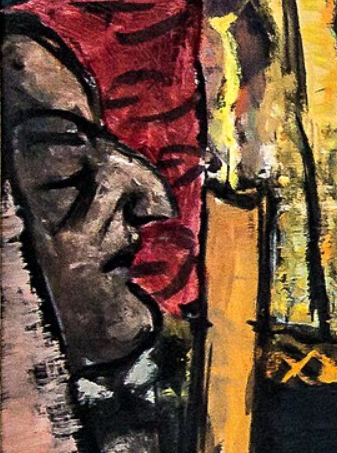
Kopf des Bediensteten links (Bildausschnitt)
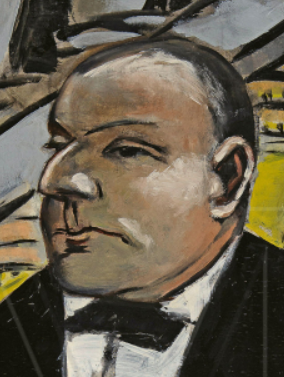
Mäzen Rudolf von Simolin (Beckmann 1931)

#### Vermummte
Kienlechner sieht in den beiden vermummten Gestalten die niederländischen Widerstandskämpfer Willem Arondeus und Gerrit van der Veen, die gemeinsam mit anderen am 27. März 1943 einen Anschlag auf das Einwohnermeldeamt Amsterdam verübten – einen Tag vor Beckmanns Vollendung des Gemäldes Traum von Monte Carlo. Diese Interpretation verbindet das Gemälde direkt mit der niederländischen Widerstandsbewegung gegen die deutsche Besatzung. Beckmann war mit Einzelpersonen des Widerstands bekannt, wenngleich er sich seit Beginn seiner Exilzeit von politischen Aktionen fernhielt. Politik sei, so Beckmann in einem Brief an Lackner vom 19. Januar 1938, „eine subalterne Angelegenheit“.

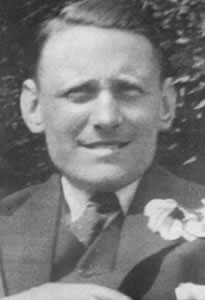
Willem Arondeus
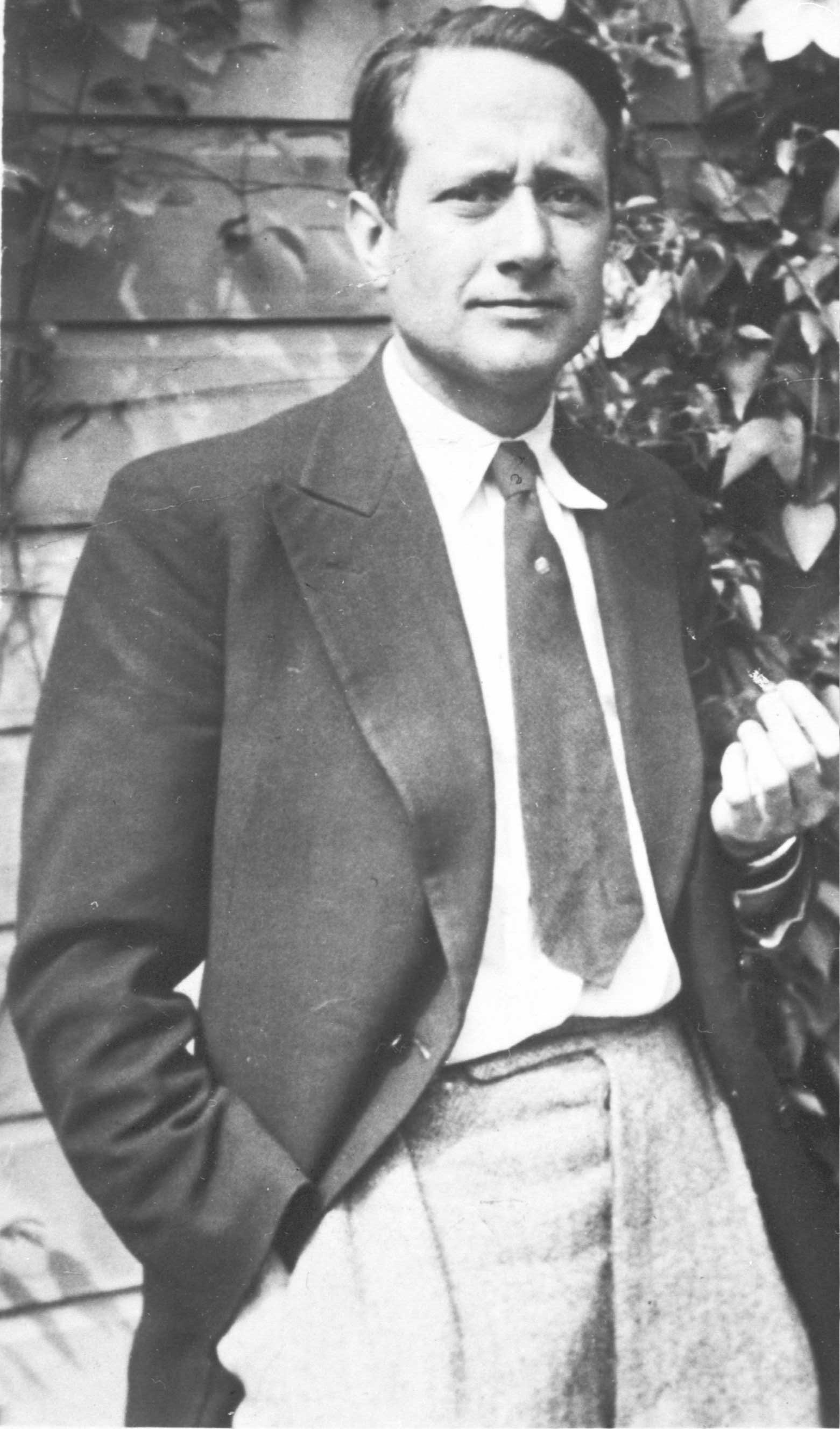
Gerrit van der Veen

### Interpretationen

#### Bilder und Bedeutungen
Max Beckmann gab nur selten Hinweise darauf, wie seine Werke zu interpretieren seien. Er betonte stattdessen, die Betrachter müssten entsprechend veranlagt sein. An Curt Valentin schrieb er 1938: „Wenn's die Menschen nicht von sich aus eigener innerer Mitproductivität verstehen können, hat es gar keinen Zweck die Sache zu zeigen.“ Die Beckmann-Forschung hält sich nicht an dieses Diktum, sondern versteht es als eine wichtige Teilaufgabe, Beckmanns Arbeiten zu dechiffrieren – sein Biograf Stephan Reimertz spricht spöttisch von einem „Beckmann-Entschlüsselungsdienst“. Mittlerweile liegen verschiedene Lesarten vor, die sich gegenseitig nicht ausschließen, sondern ein komplexes Deutungsspektrum ergeben.

#### Ikonografie des Todes
Durch Konzentration auf dargestellte Symbole und Bildmotive verweisen ikonografische Betrachtungsweisen auf die für Beckmann häufige Behandlung der Vergänglichkeit allen irdischen Lebens. Die Spielkarte mit dem schwarzen Herz gilt hier als Todeszeichen. Die Dreiecksgruppe der Frauen, die unterschiedliche Lebensalter repräsentieren, steht ebenfalls für Vergänglichkeit. Auch die Kerze auf dem Spieltisch im Vordergrund wird in dieser Weise gedeutet. Noch eindringlicher wirken in dieser Hinsicht die kugelförmigen Objekte, mit denen die Vermummten ausgestattet sind. Wenngleich Beckmann sie gegenüber seiner Frau als „Kerzenleuchter“ bezeichnete, sieht die Beckmann-Forschung hier in der Regel Bomben, deren Zündschnüre schon brennen.

#### Biografische Anbindungen
Nicht allein die Bomben wirken bedrohlich, sondern auch die Croupiers. Die beiden links und rechts des oberen Spieltisches recken jeweils ihre Palette in die Höhe, die wie Schwerter wirken. Der linke, so scheint es, fletscht zudem die Zähne. Sein sitzend-kauernder Kollege mit der Brille hält den Spielrechen in die Luft, auch das wirkt aggressiv. Dieses Verhalten zielt auf die drei Kartenspielerinnen.
Beklemmende und unheilvolle Elemente, zu denen auch die Vermummten zählen, sind zugleich Chiffren für die Gefahren, in denen sich Beckmann insbesondere in den Kriegsjahren befand. Der Künstler begriff sein Schaffen, auch die Arbeit an Traum von Monte Carlo, als Rückgriff auf ein „Prinzip der Lebenskraft“, als „vitales Gegengewicht zu Untergang und Bedrohung“. In dieser Hinsicht bannte der Künstler seine bedrohte Lebenssituation durch Darstellung und Gestaltung.

#### Gefährliche Gefühle
Einige Beckmann-Forscher lenken die Aufmerksamkeit auf behandelte Gefühle – Erotik, Begierden und Leidenschaft geraten in den Blick. Die lasziv auf dem Spieltisch ausgebreitete Frau im rostroten Kleid wirkt in dieser Perspektive wie eine Femme fatale. Sie spiele mit ihrer erotischen Sogwirkung, bleibe aber kalt. Ihre entblößten Brüste setze sie als Mittel ein. Auch auf den nackten Busen ihrer Tischnachbarin wird verwiesen. Die Croupiers, Profiteure der Spielleidenschaft, sind so auf die Frauengruppe fixiert, dass sie die Todesgefahr nicht zu bemerken scheinen, die mit den Bombenträgern bereits präsent ist. Neben der bei Beckmann stets gegenwärtigen Geschlechterproblematik – die Libido galt ihm als Lockmittel, das Menschen an die Kandare nimmt – stelle die Spielsucht eine weitere Gefahr dar, die Beckmann im Gemälde thematisiert habe. Eberhard Brügel sieht hier eine regelrechte Transformation von Sexualität in pathologisches Verhalten: Das schwarze Herz der vorgezeigten Spielkarte markiere die Unfähigkeit, echte Bindungen einzugehen. Die starren, aneinander vorbeigehenden Blicke der zwei jüngeren Frauen verstärkten diesen Befund. Jede Regung von Menschlichkeit sei erloschen. Erotische Energie kippe in eine Abhängigkeit vom Spiel, die Liegende habe das Bett zugunsten des Spieltisches aufgegeben. Maßlose Begierden und Gier rufen „die Dämonen der Zerstörung auf den Plan“, sie evozieren den Untergang.

#### Zeitgeschichte
Susanne Kienlechner hat 2021 einen anderen Deutungsraum aufgeschlossen. Sie liest Beckmanns Traum von Monte Carlo als zeitbezogene Allegorie auf Besatzung, Kunstraub und Widerstand im Jahr 1943. Die Vollendung des Gemäldes am 28. März 1943 verbindet sie ausdrücklich mit dem Anschlag auf das Amsterdamer Einwohnermeldeamt vom Vortag. Die Croupiers seien alle Täter des NS-Kunstraubs, ihre Physiognomien demaskierten sie; die Verhüllten seien Repräsentanten des niederländischen Widerstands. Auch kleinere Bemerkungen und Skizzen in Beckmanns Tagebüchern wertet sie als entsprechende Indizien. Traum von Monte Carlo sei mithin keine mondäne Casinoszene, sondern eine verschleierte Stellungnahme zu NS-Gewalt, Kollaboration und Kunstraub, die den Widerstand verrätselt ins Bild setze. Beckmann nehme als Maler teil, verberge Realität im Spielmotiv, verdichte Schuld, Gefahr und Gegenwehr in Zeichen wie Karten, Schwertern sowie brennenden Kugeln und Kerzen. Er aktualisiere das 1939 begonnene Gemälde Ende März 1943 zur Würdigung des Aufbegehrens.

## Widerhall und Provenienz

### Reminiszenzen
1947 schuf Beckmann, gestützt auf Besuche des Casinos von Nizza, das Gemälde Bakkarat. Hier griff er das in Traum von Monte Carlo entwickelte Casino-Allegorienfeld auf, verschob es allerdings in eine komprimierte Spielsituation, in der sich die Motive  „Spiel“, „Schicksal“ und „Verlust“ ohne die Kriegs- und Besatzungsumstände entfalten. Bakkarat kann auf motivischer, kompositorischer und semiotischer Ebene als eine Reprise von Traum von Monte Carlo verstanden werden.

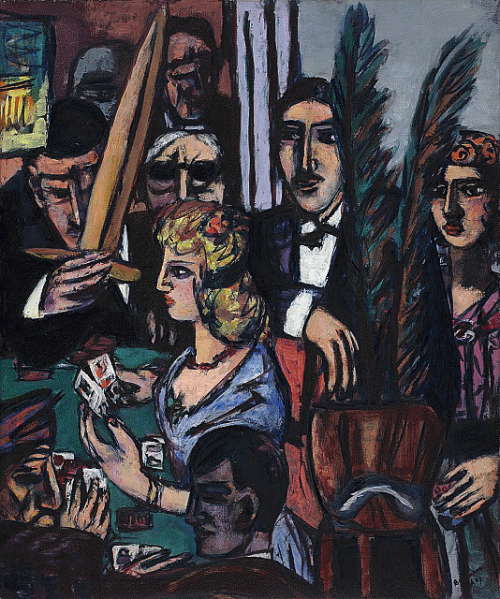
Bakkarat (Beckmann 1947)

Beckmanns Totenkopfstillleben zeigte zwei Jahre zuvor ebenfalls einen werkimmanenten Bezug zu Traum von Monte Carlo, indem es die Motivik der Spielkarten mit der zentral platzierten, nach unten weisenden schwarzen Herzkarte aufgriff und in ein Vanitasstillleben mit Totenschädeln und erloschener Kerze überführte.

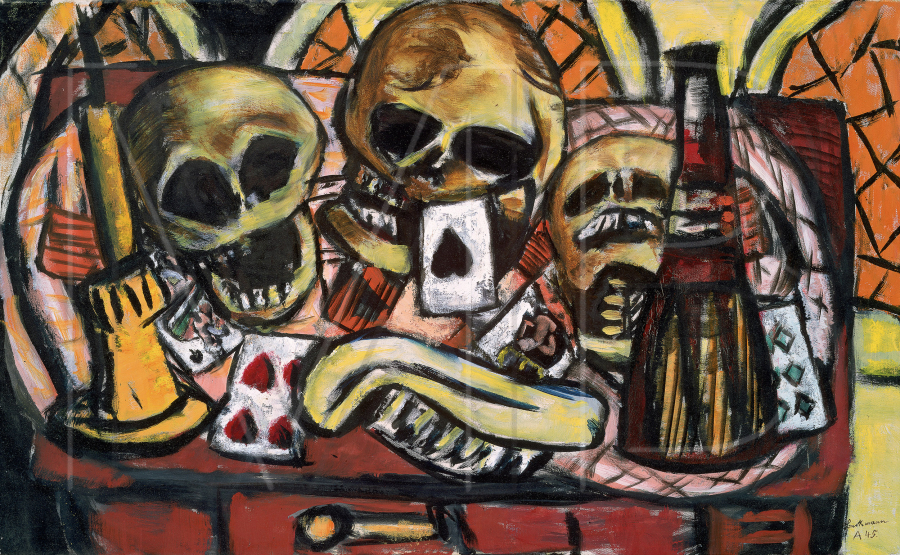
Totenkopfstillleben (Beckmann 1945)

### Provenienz
Helmuth Lütjens erwarb Traum von Monte Carlo im Januar 1945 von Beckmann für die Kunsthandlung Paul Cassirer. Die Stuttgarter Staatsgalerie erstand es im August 1956.

## Anhang

### Ausstellungen
In folgenden Ausstellungen ist das Gemälde zu sehen gewesen:
| Jahr      | Titel | Ort                                                             |
| --------- | --- | --------------------------------------------------------------- |
| 2007/2008 | Max Beckmann – Exil in Amsterdam | Amsterdam: Van Gogh Museum, München: Pinakothek der Moderne     |
| 2006      | Max Beckmann. Traum des Lebens | Bern: Zentrum Paul Klee                                         |
| 2005      | Max Beckmann in Baden-Baden. Gemälde, Skulpturen, Zeichnungen | Baden-Baden: Museum Frieder Burda                               |
| 2002/2003 | Max Beckmann | Paris: Centre Georges Pompidou                                  |
| 1999/2000 | Das XX. Jahrhundert: Ein Jahrhundert Kunst in Deutschland | Berlin: Altes Museum / Neue Nationalgalerie / Hamburger Bahnhof |
| 1999/2000 | Picasso und die Moderne. Meisterwerke der Staatsgalerie Stuttgart und der Sammlung Steegmann | Stuttgart: Staatsgalerie                                        |
| 1997      | Max Beckmann. Die Nacht | Düsseldorf: Kunstsammlung Nordrhein-Westfalen                   |
| 1996/1997 | Max Beckmann in Exile | New York: Guggenheim Museum Soho                                |
| 1994/1995 | Max Beckmann. Meisterwerke 1907–1950 | Stuttgart: Staatsgalerie                                        |
| 1985      | German Art in the 20th Century. Painting and Sculpture 1905–1985 | London: Royal Academy of Arts                                   |
| 1955/1956 | Max Beckmann 1884–1950 | Zürich: Kunsthaus                                               |
| 1955      | Kunst des XX. Jahrhunderts. Internationale Ausstellung im Museum Fridericianum Kassel | Kassel: Documenta                                               |
| 1952      | Ausstellung Mensch und Form unserer Zeit. Ein Versuch, durch erlesene Werke der bildenden und angewandten Kunst und der Literatur, durch technische Geräte, Möbel und Hausrat die Form unserer Zeit sichtbar zu machen | Recklinghausen: Kunsthalle                                      |
| 1951      | Max Beckmann zum Gedächtnis 1884–1950 | München: Haus der Kunst                                         |
| 1950      | Max Beckmann | Düsseldorf: Kunsthalle                                          |